# ルーローの四面体

正四面体とルーローの四面体

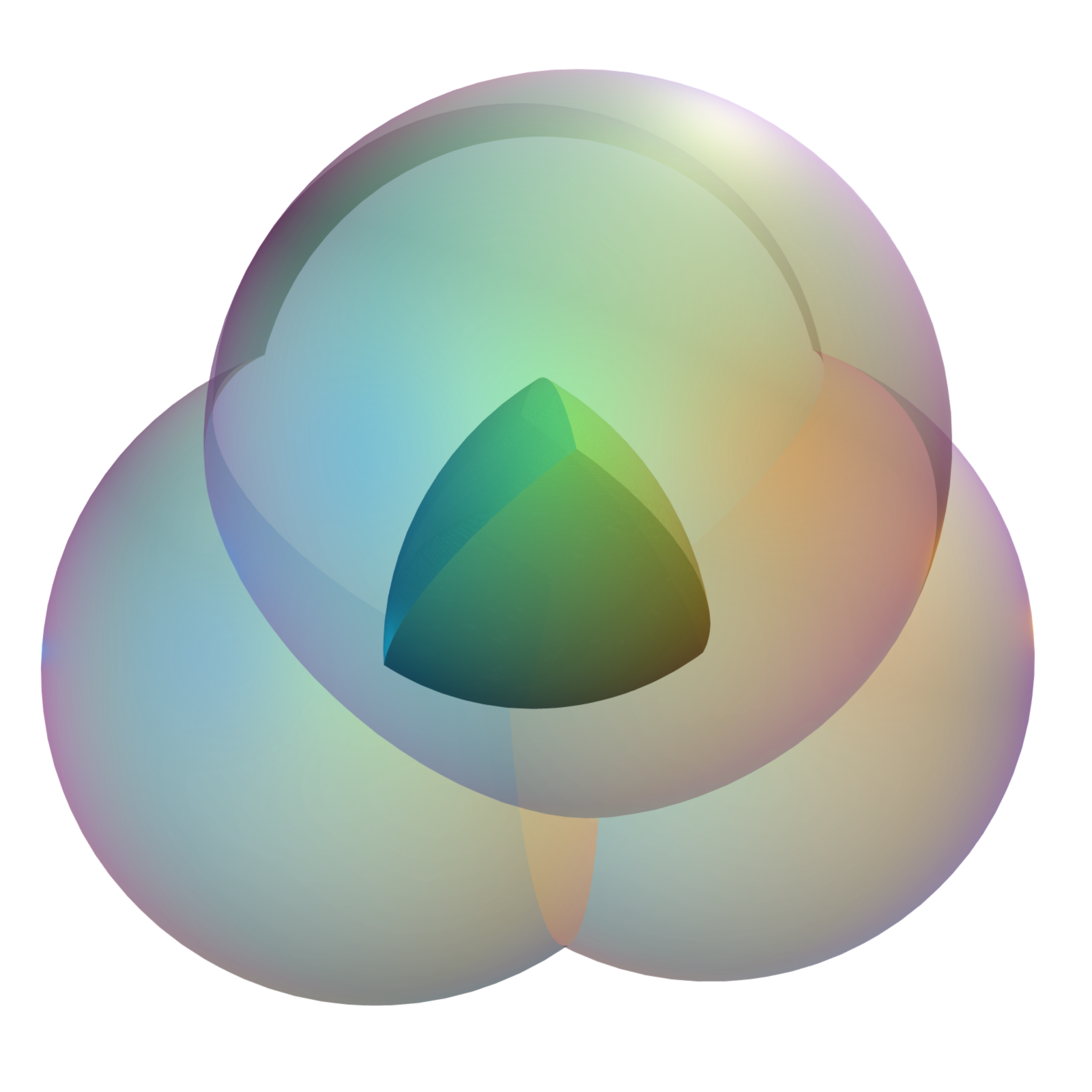
4つの球の共通部分がルーローの四面体となる

ルーローの四面体（ルーローのしめんたい、Reuleaux tetrahedron）は、正四面体の各頂点を中心とし、正四面体の辺長（以下 s とする）を半径とする、4つの球の共通部分である。
ルーローの四面体は4つの頂点、6つの辺、4つの面を持ち、正四面体と同相である。しかし、面が平面ではなく膨らんでおり、各頂点を中心とし半径 s の球面の部分集合になっている。また辺も線分ではなく、各頂点を中心とし半径 s の円弧である。そのため、多面体ではない。
ルーローの四面体の定義はルーローの三角形の定義をそのまま3次元に拡張したものといえる。ルーローの四面体の3つの頂点を通る平面での断面は、ルーローの三角形である。

## 非定幅性
ルーローの三角形は定幅図形なので、ルーローの四面体も定幅図形であると考えるかもしれない。もし定幅図形なら、工学分野での応用が期待できる。しかし実際はルーローの四面体は定幅図形ではない。
ルーローの四面体の相対する辺の中点同士の距離は、
{\displaystyle \left({\sqrt {3}}-{\frac {\sqrt {2}}{2}}\right)s\approx 1.024944s}
で、頂点と相対する面上の任意の点との距離 s より大きく、定幅は成り立たない。
ただし Meißner & Schiller (1912) は、ルーローの四面体の辺を削ってトーラスの部分集合で置き換えることで、定幅図形に修正できることを示した。この図形はマイスナー体 (Meissner bodies) やマイスナーの四面体 (Meissner tetrahedra) と呼ばれる。ルーローの三角形は幅が同じ2次元の定幅図形のうちで面積最小という性質が確認されているが、3次元においてマイスナーの四面体が同様か否かは未解決である(Bonnesen
–
Fenchel
Conjecture
,1934)。

## 体積と表面積
ルーローの四面体の体積は、
{\displaystyle {\frac {s^{3}}{12}}\left(3{\sqrt {2}}-49\pi +162\tan ^{-1}{\sqrt {2}}\right)\approx 0.422158s^{3}}
である。これは辺長 s の正四面体の体積の 3.582127 倍、直径 s の球の体積の 0.806262 倍である。

また、表面積は
{\displaystyle \left[8\pi -18\cos ^{-1}\left({\tfrac {1}{3}}\right)\right]s^{2}\approx 2.975s^{2}.}
である。

## ルーローの多面体
2次元では、ルーローの三角形以外に、任意の正奇数角形に対するルーローの多角形が存在する。
しかし3次元では、ルーローの多面体はルーローの四面体のみである。これは、5つの正多面体のうち、頂点と面とが相対するものが正四面体のみだからである。